# The Celestial Toymaker
The Celestial Toymaker (El Juguetero Celestial) es el sexto serial de la tercera temporada de la serie británica de ciencia ficción Doctor Who emitido originalmente en cuatro episodios semanales del 2 al 23 de abril de 1966.

## Argumento
Una inteligencia alienígena ha invadido la TARDIS y ha hecho al Primer Doctor invisible, dejando a Dodo Chaplet y Steven Taylor incrédulos. Al salir fuera, entran en un extraño reino donde reaparece el Doctor, diciendo que reconoce el lugar. Han llegado al reino del Juguetero Celestial, una entidad eterna de infinito poder que prepara juegos y trampas para los incautos que así se convierten en sus juguetes. La TARDIS desaparece para que no puedan escapar y se esconde entre cientos de copias para evitar su detección. El Doctor, Steven y Dodo deberán superar las pruebas del Juguetero si quieren escapar.

### Continuidad
- Estaba previsto que el personaje del Juguetero y su actor, Michael Gough, regresaran en la temporada 23, en una historia titulada The Nightmare Fair con el Sexto Doctor y Peri Brown. Sin embargo, Michael Grade, director de la BBC, postergó la temporada, y cuando la serie volvió, todas las historias preparadas se cancelaron para hacer una historia de larga duración, The Trial of a Time Lord.
- Una fotografía de la payasa Clara aparece en el laptop de Sarah Jane Smith en la historia de The Sarah Jane Adventures titulada The Day of the Clown.
- El juguetero celestial regresó a luchar contra el Decimocuarto Doctor en el episodio The Giggle. Esta vez fue interpretado por Neil Patrick Harris.

## Producción
| Episodio              | Fecha de emisión    | Duración | Espectadores en millones | Estado en el archivo              |
| --------------------- | ------------------- | -------- | ------------------------ | --------------------------------- |
| The Celestial Toyroom | 2 de abril de 1966  | 24:40    | 8,0                      | Sólo quedan fotogramas y el audio |
| The Hall of Dolls     | 9 de abril de 1966  | 24:45    | 8,0                      | Sólo quedan fotogramas y el audio |
| The Dancing Floor     | 16 de abril de 1966 | 24:10    | 9,4                      | Sólo quedan fotogramas y el audio |
| The Final Test        | 23 de abril de 1966 | 23:57    | 7,8                      | Película de 16mm                  |
| [ 1 ] [ 2 ] [ 3 ]     |                     |          |                          |                                   |

- En los archivos de la BBC únicamente se conserva el episodio cuatro. Todos los demás están perdidos.
- Entre otros títulos provisionales se incluyen The Toymaker (El juguetero) y The Trilogic Game (El juego trilógico).
- William Hartnell estaba de vacaciones durante los episodios dos y tres. Se usaron pregrabaciones de su voz en el episodio dos, y en el tres, Albert Ward hizo de doble de su mano para las escenas en las que un Doctor prácticamente invisible jugaba al Juego Trilógico a lo largo de la trama.
- Brian Hayles no estaba disponible para hacer las reescrituras necesarias, así que el editor de guiones en ese momento, Donald Tosh, se encargó de ellas. Como Tosh ya no estaba en el cargo cuando se emitió la historia, acordó con Hayles que se le diera el crédito de autor, y que Hayles apareciera acreditado por dar la idea. Después de que Tosh terminó el trabajo con los guiones, su sucesor, Gerry Davis, fue obligado a hacer más cambios por un corte de presupuesto. Tosh no estaba contento con los cambios, y rechazó ser acreditado, y Davis no podía asumir el crédito porque era el editor de guiones de la serie. De esta forma, Hayles fue el único que apareció en los créditos como autor del serial, a pesar del hecho de que no había trabajado en los guiones en tres meses, y que el guion final se parecía poco o nada a lo que él había escrito.
- La historia fue creada por el productor John Wiles, que dejó la serie antes de que se grabara después de varios encontronazos con William Hartnell. Era su intención reemplazar a Hartnell en el papel del Doctor durante la historia, haciendo que reapareciera con una nueva forma después de que el Juguetero retirara la invisibilidad. El director de seriales de la BBC, Gerald Savory, vetó la idea, y apartó a Wiles del programa.[4]